# Уступ (планетная номенклатура)

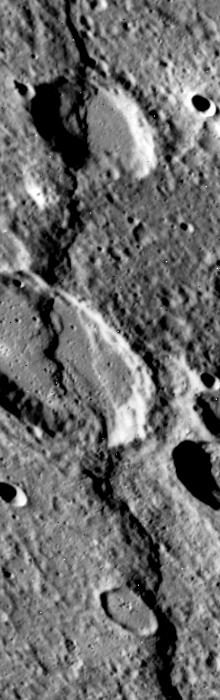
Часть на Меркурии. Его полная длина — 650 км, а высота достигает 2 км

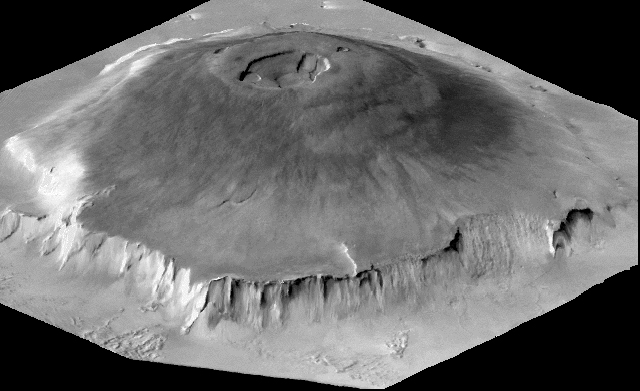
Уступ Олимп — уступ, окружающий кольцом марсианский Олимп

Уступ (лат. Rupes — «уступ», «обрыв», «скала») — термин планетной номенклатуры, входящий в состав международных (латинских) названий уступов на поверхности небесных тел. Обозначает обрывистый протяжённый перепад высот между двумя равнинными местностями.
В международных названиях (записываемых латинским алфавитом и утверждённых Международным астрономическим союзом) слово Rupes, как и другие термины планетной номенклатуры, пишется с большой буквы и стоит после собственного имени, а слово «уступ» в русских — с малой и часто до него.
Как и другие термины планетной номенклатуры, слово «уступ» ничего не говорит о происхождении объекта и описывает лишь его внешний вид. Поэтому оно пригодно для объектов любого происхождения.
Первые названия с этим термином (Прямая Стена и уступ Алтай на Луне) Международный астрономический союз утвердил в 1961 году. По состоянию на март 2015 года данный термин присвоен 76 уступам и их системам: 30 на Меркурии, 7 на Венере, 8 на Луне, 23 на Марсе, 3 на Весте, 2 на Лютеции, 2 на Миранде и 1 на Титании.
Уступы на различных небесных телах называют по-разному:
- на Меркурии — названиями исследовательских кораблей;
- на Венере — в честь богинь домашнего очага разных народов;
- на Луне — по названиям соседних кратеров или других деталей рельефа. Кроме того, один уступ издавна называют Прямой Стеной за характерный вид, а другой — уступом Алтай — названием земной горной системы[6];
- на Марсе — по названиям соседних деталей альбедо на картах Джованни Скиапарелли или Эжена Антониади;
- на Весте — названиями древнеримских праздников и местностей;
- на Лютеции — названиями рек Римской империи и соседних местностей Европы во времена, когда Париж назывался Лютецией;
- на Миранде — названиями географических объектов, фигурирующих в произведениях Шекспира (например, уступ Верона);
- на Титании — аналогично Миранде.